# هشام بن حسان
هشام بن حسان الإمام العالم، الحافظ محدث البصرة، أبو عبد الله الأزدي، القردوسي، البصري ويقال: هو من العتيك، ونزل في القراديس، وقيل: هو من مواليهم، وهو أشبه. فلم يسم له جد مع شهرة هشام ونبله. وما علمت له شيئا عن الصحابة والظاهر أنه رأى أنس بن مالك، فإنه أدركه وهو قد اشتد.

## من روى عنهم الأحاديث
حدث عن الحسن، وابن سيرين، وأخته حفصة بنت سيرين، وأبي مجلز، وعكرمة، وعطاء بن أبي رباح، وأنس بن سيرين، وأبي معشر زياد بن كليب، وحميد بن هلال، وقيس بن سعد، وواصل مولى أبي عيينة، ويحيى بن أبي كثير، وأيوب بن موسى القرشي، وعبد العزيز بن صهيب. وينزل إلى أن يروي عن سهيل بن أبي صالح، ومهدي بن ميمون. وهو أصغر منه.

## من حدّثوا عنه
حدث عنه: ابن جريج، وابن أبي عروبة، وشعبة بن الحجاج، وسفيان، وإبراهيم بن طهمان، وزائدة، والحمادان وفضيل بن عياض، وهشيم، ومعتمر، وابن عيينة، وابن علية، وجرير، وحفص بن غياث، وأبو أسامة، ويحيى القطان، ويزيد بن هارون، وغندر، والنضر بن شميل، ومحمد بن بكر البرساني، وروح، والأسود بن عامر، وعثمان بن عمر بن فارس، ومحمد بن عبد الله الأنصاري، وأبو عاصم، وعبد الله بن بكر السهمي، ومكي بن إبراهيم ووهب بن جرير، وسعيد بن عامر، وعثمان بن الهيثم المؤذن، وخلق كثير.

## وفاته
قال أبو نعيم، وابن معين، وأبو بكر بن أبي شيبة: مات سنة ست وأربعين ومائة.وقال يحيَى بن سعيد القطّان: توفّي هشام سنة سبع وأربعين ومائة، وكان ثقة إن شاء الله كثير الحديث. وقال مكي بن إبراهيم: مات هشام أوّل يوم من صفر سنة ثمان وأربعين ومائة وقال ابن بكير: مات سنة سبع وأربعين، وأبو عيسى الترمذي قال مات في أول يوم من صفر سنة ثمان وأربعين ومائة وهذا أصح.